# Сафиаддин Урмави
Сафи ад-дин Абд аль-Мумин ибн Йусуф ибн Фахир аль-Урмави (перс. صفی الدین عبدالمؤمن بن یوسف بن فاخر الاورموی‎) (ок. 1217—1294) — арабо-персидский теоретик музыки, композитор, поэт и каллиграф. Выдающийся представитель городской и придворной ирано-арабской музыки и автор музыкальных трактатов.

## Биография
Родился в 1217 году в городе Урмия (ныне в остане Западный Азербайджан, Иран). Как отмечает «Энциклопедия ислама»: «Источники умалчивают об этническом происхождении его семьи. Возможно, он имел персидское происхождение. Кутб ад-Дин аш-Ширази называет его мудрецом Ирана». В ранние годы переехал в Багдад, где получил образование по арабскому языку, литературе, истории и каллиграфии. Превосходные каллиграфические способности Урмави сопособствовали его назначению писарем во вновь построенную аббасидским правителем аль-Мустасимом библиотеку. Позже Урмави начал изучение шариатского права — шафиитский мазхаб — в Медресе аль-Мустансира. Это дало ему возможность в 1258 году устроиться в администрацию халифа Аль-Мустасима, а позже в 1276 году стать главным ревизором рукописных фондов халифата, заменив на этом посту Насир ад-Дина Туси. Последние годы своей жизни прожил в нищете и забвении, скончался в 1294 году в Багдаде.

## Творчество
Урмави виртуозно играл на уде, создал музыкальные инструменты мугни и нузха. Урмави также автор трактатов по музыке и литературе, труды Урмави — «Китаб аль-адвар» («Книга о кругах», 1256 год) и «Рисалейи-Шарафийя» (1267 год). По мнению азербайджанской исследовательницы З. Сафаровой, это — фундаментальные трактаты по теории азербайджанской музыки. Творчество Урмави, основателя известной на Ближнем и Среднем Востоке знаменитой «Системной школы», — новый этап в развитии музыкально-теоретической мысли на Востоке.
Как отмечает энциклопедия «Ираника» в статье о музыке Азербайджана, Урмави был одним из наиболее крупных представителей ирано-арабо-турецкой культуры макама. Урмави систематизировал звуковые комплексы, лежащие в основе азербайджанской музыки, а также музыки Ближнего и Среднего Востока. М. Изади отмечает влияние на развитие курдской музыки модальной системы музыки Ближнего Востока, ярким представителем которой, наряду с Аль-Хатибом Арбили, был Урмави. На основе этой системы создал совершенную табулатуру, определил звукоряды 12 макамов и 6 авазов. В «Китаб аль-адвар» благодаря созданной им полной системе абджад записал 4 музыкальных произведения. Рукописи трактата «Китаб аль-адвар» хранятся во многих знаменитых библиотеках мира. Считается основоположником теоретического исследования макамо-мугамной музыкальной традиции.

## Трактаты
Писал на арабском языке.
1. «Китаб аль-адвар»
2. «Рисалейи-Шарафийя»